# Gavà
Gavà – gmina w Hiszpanii, w prowincji Barcelona, w Katalonii, o powierzchni 30,89 km². W 2011 roku gmina liczyła 46 488 mieszkańców.